# Encore une fois
Encore une fois (în română Încă o dată) este un cântec al DJ-ului german Sash!. Piesa este cântată în franceză de vocalista germană Sabine Ohmes și a avut un succes uriaș în cluburile din întreaga lume. Până în prezent, este unul dintre cele mai mari hituri ale trupei Sash! în Marea Britanie, piesa a fost lansată în luna februarie a aceluiași an și s-a propulsat pe locul doi în UK Singles Chart, obținând rapid o certificare Gold. Piesa a ajuns în top 10 în țări precum Belgia, Finlanda, Franța, Islanda, Italia, Norvegia, Spania și Suedia. În Grecia și Irlanda, piesa a ajuns în fruntea clasamentelor. În Statele Unite, piesa a devenit un hit de club și a ajuns pe primul loc în topul Billboard Hot Dance Club Play, rămânând în top timp de paisprezece săptămâni.
La 11 ani după ce a fost lansată pentru prima dată, piesa a ajuns din nou în top 40 în trei țări, ca parte a unui mashup. Muzica din hit-ul lui Sash! a fost combinată cu vocea din piesa Raindrops a lui Stunt pentru a crea noua piesă Raindrops (Encore une fois).

## Lansare
Encore une fois a fost inițial gândit ca un album de club, dar a depășit acest scop, iar grupul a devenit o formație pop de sine stătătoare. Există două versiuni principale ale cântecului. Una este ediția originală, care a fost folosită în videoclipul muzical și a apărut în formă extinsă pe albumul de debut al lui Sash!, It's My Life. A doua este ediția Future Breeze, care este o versiune mult mai dură a piesei și este cea mai populară în rândul fanilor.
Atunci când single-ul a fost lansat inițial, o eroare a fabricii de presare a schimbat primele două piese (Original și Future Breeze edits), oferind astfel remixului Future Breeze un succes accidental; prin urmare, acesta a devenit versiunea oficială.

## Recepție
Barry Walters de la The Advocate a declarat: "Rupând toate acele mixuri Rollo intens dramatice pentru Faithless, Kristine W și alții, acea piesă trance pe care o tot auziți cu fata țipând în franceză definește "
clubland à la mode - fabulos acum, obosit în curând." Jon O'Brien de la AllMusic a remarcat "sunetele pizzicato" ale piesei. Chuck Campbell de la Knoxville News Sentinel a 
considerat că "un curent subteran afumat" pe piese precum "Encore Une Fois" "expune partea întunecată a muzicii dance". Revista britanică Music Week i-a acordat o notă de trei din cinci, scriind: "În fruntea clasamentelor de import și cu un buzz la radioul de dans, acest floor-filler furtunos ar putea foarte bine să-și găsească drumul în Top 40." Un critic de la Smash Hits a comentat: "Gândiți-vă la "Insomnia" a lui Faithless într-un stil continental trancey", și a remarcat că piesa este "mare pe lovituri de sintetizator, masivă pe bătăi 4/4, uriașă pe o pasăre franceză răgușită care strigă, "Encore une fois!"

## Videoclip muzical
Videoclipul care însoțește piesa Encore une fois a fost regizat de Oliver Sommer.
Există două versiuni ale videoclipului, una cu Original Edit și una cu Blunt Radio Edit (o versiune editată a Future Breeze Remix). Prima poate fi văzută pe DVD-ul bonus al 10th Anniversary, iar ultima poate fi văzută pe canalul oficial de YouTube al Altra Moda Music. Până în iulie 2024, videoclipul a generat mai mult de 18 milioane de vizualizări.

## Lista pieselor
| - CD 1 1. "Encore une fois" (Original Edit) – 3:38 2. "Encore une fois" (Future Breeze Edit) – 3:38 3. "Encore une fois" (Future Breeze Mix) – 6:25 4. "Encore une fois" (Original 12" Mix) – 6:28 5. "Encore une fois" (Merlyn and Chuck Mellom Mix) – 5:50 6. "Encore une fois" (La Casa De Tokapi Mix) – 5:19 | - CD 2 1. "Encore une fois" (Blunt Radio Edit) – 3:49 2. "Encore une fois" (Future Breeze) – 6:29 3. "Encore une fois" (La Casa Di Tokapi) – 5:22 4. "Encore une fois" (Dancing Divas Club Remix) – 7:24 5. "Encore une fois" (The Powerplant Remix) – 9:42 6. "Encore une fois" (Original 12") – 6:27 |

## Clasamente

### Clasamente săptămânale
| Clasamente (1997)                             | Poziție |
| --------------------------------------------- | ------- |
| Australia                                     | 35      |
| Austria                                       | 13      |
| Belgia                                        | 5       |
| Danemarca (IFPI)                              | 2       |
| Europa (Eurochart Hot 100)                    | 1       |
| Finlanda                                      | 5       |
| Franța                                        | 7       |
| Germania                                      | 16      |
| Islanda (Íslenski Listinn Topp 40)            | 5       |
| Irlanda                                       | 1       |
| Italia (Musica e dischi)                      | 4       |
| Dutch40                                       | 9       |
| Dutch100                                      | 14      |
| New Zealand                                   | 34      |
| Norvegia                                      | 4       |
| Scoția                                        | 2       |
| Spania (AFYVE)                                | 5       |
| Suedia                                        | 6       |
| Switzerland                                   | 13      |
| UK                                            | 2       |
| UKdance                                       | 1       |
| US Bubbling Under Hot 100 Singles (Billboard) | 12      |
| US Dance Club Play (Billboard)                | 1       |
| US Maxi-Singles Sales (Billboard)             | 38      |

### Clasamente la sfârșit de an
| Clasamente (1997)                | Poziție |
| -------------------------------- | ------- |
| Belgium (Ultratop 50 Flanders)   | 27      |
| Belgium (Ultratop 50 Wallonia)   | 34      |
| Europe (Eurochart Hot 100)       | 17      |
| Germany (Official German Charts) | 96      |
| Netherlands (Dutch Top 40)       | 82      |
| Sweden (Sverigetopplistan)       | 73      |
| UK Singles (OCC)                 | 21      |
| UK Club Chart (Music Week)       | 10      |
| US Dance Club Play (Billboard)   | 20      |